# Långtjärnen (Umeå socken, Västerbotten, 709329-171721)
Långtjärnen är en sjö i Umeå kommun i Västerbotten och ingår i Umeälvens huvudavrinningsområde.